# Sub Urban
Danny Virgil Maisonneuve (Nyack, Nueva York; 22 de octubre de 1999), conocido profesionalmente como Sub Urban, es un cantante, productor y compositor estadounidense. En 2019 lanzó al público "Cradles" que fue un éxito global y más por la plataforma de vídeos cortos TikTok. En 2020 saco el vídeo musical de su tema "Cirque", incluida en su EP Thrill Seeker, que contó con la participación de Bella Poarch como actriz.

## Biografía
Es de padre francocanadiense y madre taiwanesa. Se crio en los suburbios de Richwood, Nueva Jersey y comenzó a producir música a la edad de 15 años. Se formó en piano clásico a los 6 años, pero renunció después de afirmar que estaba "harto de tocar composiciones de otras personas".
En otoño de 2016, abandonó la escuela secundaria para seguir su carrera musical, "aislándose" para trabajar en varias demos y canciones. La canción más popular que salió de este período de autoaislamiento fue "Cradles", que se disparó en popularidad después de ser compartida en gran medida en la aplicación para compartir videos TikTok.
En 2014 y 2018, colaboró frecuentemente con el productor británico DNMO en temas como "Sick of You", "Do It Better" y "Broken". Afirma que "la mayor parte de su inspiración proviene de artistas como K. Flay, EDEN, Aries, Verzache, Joji, Cage the Elephant y NoMBe".
El 13 de marzo de 2020, lanzó su primer EP, titulado Thrill Seeker, donde cuenta con la participación de la artista de hip-hop surcoreano, REI AMI, con la canción "Freak", acompañada de video y audio oficial.
Él y la cantante y autora neerlandesa Naaz estaban programados para abrir el '"K-12 Tour"' en América del Norte y Europa. La gira fue pospuesta, luego cancelada, debido a la pandemia de coronavirus 2019-20.

## Discografía

### Reproducciones extendidas
| Título        | Detalles                              |
| ------------- | ------------------------------------- |
| Thrill Seeker | Lanzamiento: 13 de marzo de 2020      |
| Thrill Seeker | Formatos: Descarga digital, streaming |
| Thrill Seeker | Discográfica: Warner Records          |
| HIVE          | Lanzamiento: 3 de junio de 2022       |
| HIVE          | Formatos: Descarga digital, streaming |
| HIVE          | Discográfica: Warner Records          |
| If Nevermore  | Lanzamiento: 6 de junio de 2025       |
| If Nevermore  | Formatos: Descarga digital,streaming  |
| If Nevermore  | Discográfica: Warner Records          |

### Individuales
| Título                       | Año  | Posiciones en la tabla | Posiciones en la tabla | Certificaciones | Álbum                |
| Título                       | Año  | US Alt.                | CAN Rock               | Certificaciones | Álbum                |
| ---------------------------- | ---- | ---------------------- | ---------------------- | --------------- | -------------------- |
| "Broken" (con DNMO)          | 2017 | -                      | -                      |                 | Sin álbum            |
| "Sick of You" (con DNMO)     | 2019 | -                      | -                      |                 | Definición Prohibida |
| "Cradles"                    | 2019 | 1                      | 32                     | MC: Gold        | Sin álbum            |
| "Isolate"                    | 2019 | -                      | -                      |                 | Thrill Seeker        |
| "Freak" (con REI AMI)        | 2020 | 28                     | -                      |                 | Thrill Seeker        |
| "PATCHWERK" (con Two Feet)   | 2021 | -                      | -                      |                 | Sin álbum            |
| "INFERNO" (con Bella Poarch) | 2021 | -                      | -                      |                 | HIVE                 |
| "PARAMOUR" (con AURORA)      | 2021 | -                      | -                      |                 | HIVE                 |
| "UH OH!" (con BENEE)         | 2022 | -                      | -                      |                 | HIVE                 |
| "CANDYMAN"                   | 2022 | -                      | -                      |                 | HIVE                 |
| “Skinny Loser”               | 2024 | -                      | -                      |                 | If Nevermore         |
| "See Myself"                 | 2024 | -                      | -                      |                 | If Nevermore         |
| "Make me forget"             | 2025 | -                      | -                      |                 | If Nevermore         |
| "Fingernails"                | 2025 | -                      | -                      |                 | If Nevermore         |
| "Mascara"                    | 2025 | -                      | -                      |                 | If Nevermore         |
| "In Sunder"                  | 2025 | -                      | -                      |                 | If Nevermore         |

## Tours
Con Melanie Martinez y Naaz - K-12 Tour (cancelado debido a la pandemia de COVID-19).
Virgil's Mania tour with Bella Poarch (cancelado)